# Francesca Reviglio
Francesca Reviglio (Torino, 3 luglio 1991) è un'attrice italiana.

## Biografia
Comincia a recitare sin da bambina. Ha doppiato numerosi cartoni animati e telenovele.
Il suo primo ruolo d'attrice le viene offerto nella soap opera Centovetrine, dove è tra i protagonisti con il ruolo di Benedetta Monti, ruolo che ricopre dal 2001 al 2006. Nel 2011 ritorna nel cast della soap nella puntata del decennale.

## Filmografia
- Centovetrine - registi vari - Soap opera - Canale 5 (2001-2006) - Ruolo: Benedetta Monti
- Centovetrine - Puntata del decennale (Gennaio 2011) - Ruolo: Benedetta Monti